# Baja de voltaje (electricidad)

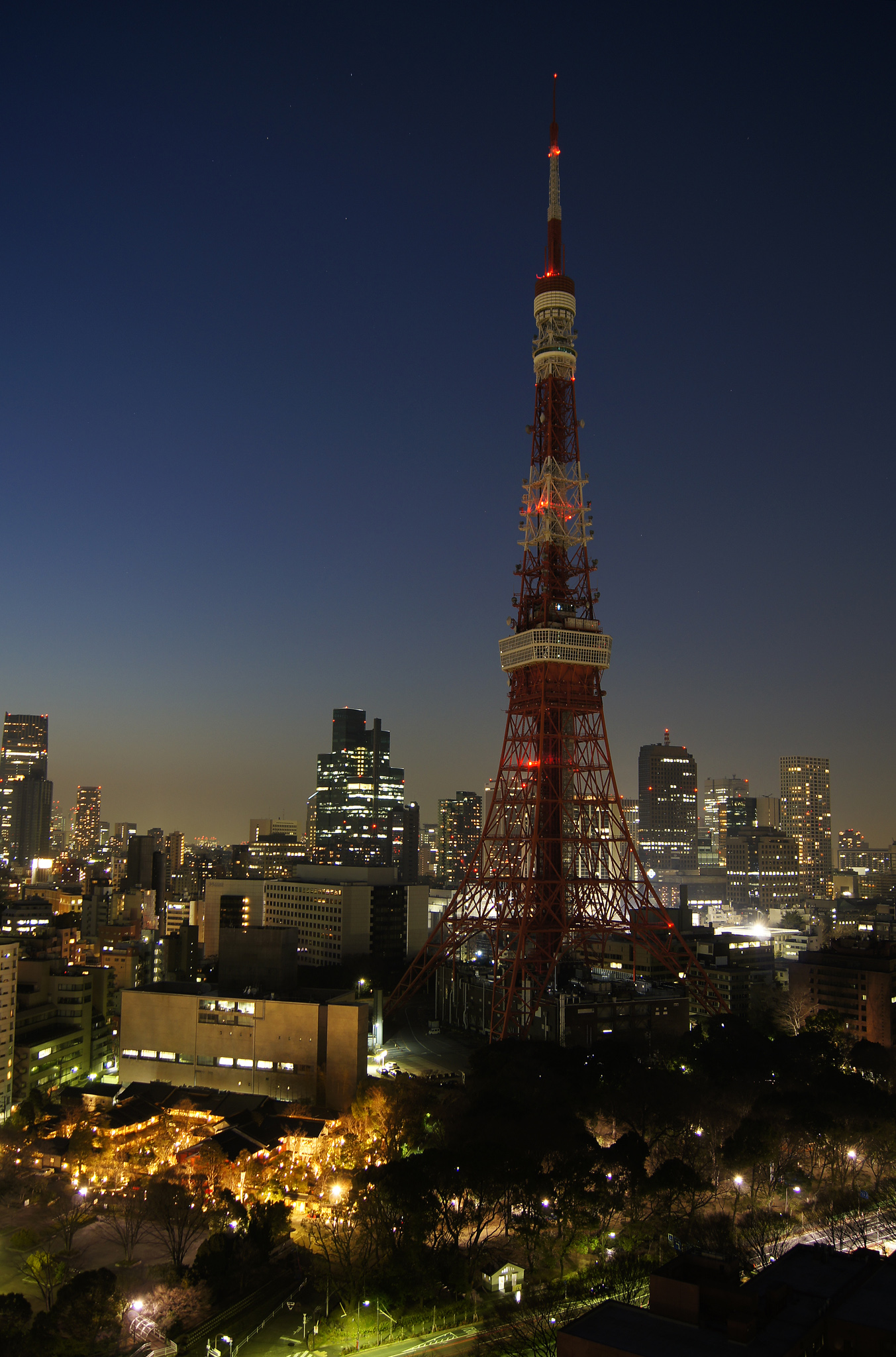
Una baja de voltaje en la Torre de Tokio cerca de Tokio, Japón.

Una baja de voltaje es una baja intencionada o involuntaria en el voltaje del sistema de suministro de energía eléctrica.  Las bajadas de voltaje intencionales se usan para reducir la carga en una emergencia.  La bajada dura minutos u horas, a diferencia de la caída de tensión a corto plazo. El término "caída de tensión" proviene de la atenuación que experimenta la iluminación incandescente cuando el voltaje baja. Una bajada de voltaje puede ser un efecto de la interrupción de una red eléctrica, o puede imponerse ocasionalmente en un esfuerzo por reducir la carga y prevenir un corte de energía, conocido como un apagón.
Puede ser causada generalmente por sobrecarga de tensión en los transformadores o subestaciones.
En algunos países, el término "apagón" se refiere no a una caída de voltaje sino a un corte de energía intencional o no intencional

## Efectos
Diferentes tipos de aparatos eléctricos reaccionarán de diferentes maneras a una caída. Algunos aparatos se verán gravemente afectados, mientras que otros pueden no verse afectados en absoluto.